# 卡西尼區

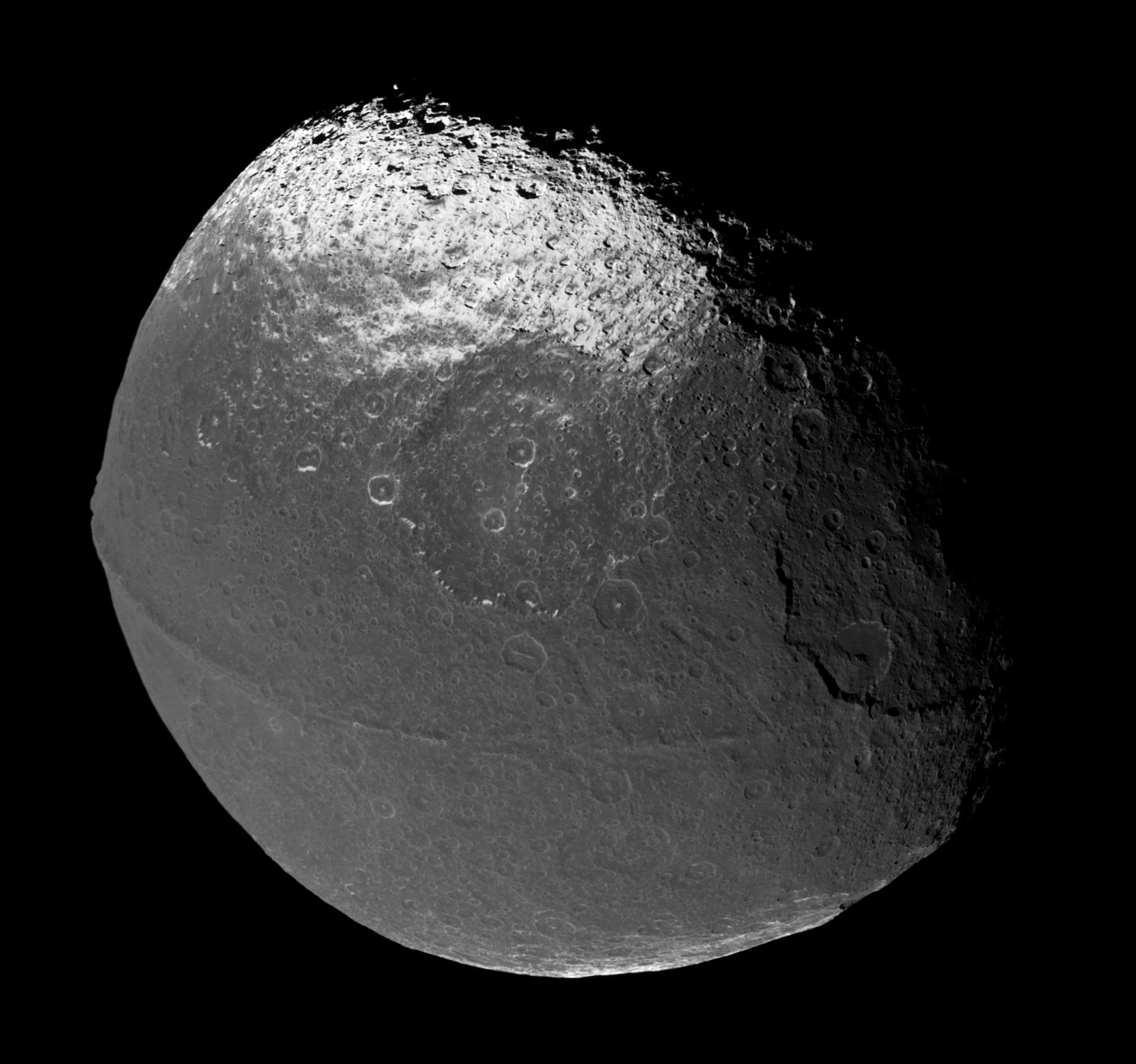
2004年12月31日卡西尼號所拍攝影像拼接的土衛八，可見暗色的卡西尼區、巨大撞擊坑和新發現的赤道山脊。

卡西尼區（Cassini Regio）是土星衛星土衛八上一個占據該衛星一半表面積的暗色區域，以發現土衛八的天文學家乔瓦尼·多梅尼科·卡西尼命名。行星地質學中的「Regio」是指顏色或反照率與周圍有極大差異的大片區域。而土衛八明亮的半球部分則稱為隆塞斯瓦列斯高地。

## 地質
造成卡西尼區顏色大範圍變化的物質目前仍未知，但可能是相當薄層的物質。它的形成可能是其他衛星上的冰火山噴發物質沉積，或表面較明亮的冰昇華後留下的物質。2007年9月 NASA 的卡西尼－惠更斯号飛掠土衛八並對其進行探測以增加對卡西尼區的了解（請參見土衛八）。
2004年在土衛八表面發現了長1300公里，高20公里的山脈（赤道脊）。該赤道脊通過卡西尼區的中心，幾乎完全在土衛八的赤道上。目前仍未知這個極不尋常的地形如何形成。

## 外部連結
- Gazetteer of Planetary Nomenclature Cassini Regio （页面存档备份，存于）